# タリウム少女の毒殺日記
『タリウム少女の毒殺日記』（タリウムしょうじょのどくさつにっき）は、2012年制作の日本映画。2013年7月6日公開。
2005年に起きた女子高生によるタリウム母親毒殺未遂事件をモチーフに描いた作品。
第42回ロッテルダム国際映画祭に出品され大きな反響を呼んだのち、第25回東京国際映画祭日本映画・ある視点部門に出品され、作品賞を受賞した。東京国際映画祭出品時のタイトルは『GFP BUNNY─タリウム少女のプログラム─』。

## あらすじ
科学に興味を持つ女子高生“タリウム少女”は昆虫やハムスター、金魚などの小動物を観察・解剖し、その映像を動画投稿サイトにアップしていた。やがて彼女は自分の母親にタリウムを少しずつ投与し、その様子を観察していく。 

## キャスト
- タリウム少女：倉持由香
- 少女の母親：渡辺真起子
- 教師：古舘寛治
- 身体改造アーティスト：Takahashi
- 亜明日クン：川崎流空
- 亜明日クンの母親：朝岡実嶺
- 少女の声：種田梨沙